# Soylent

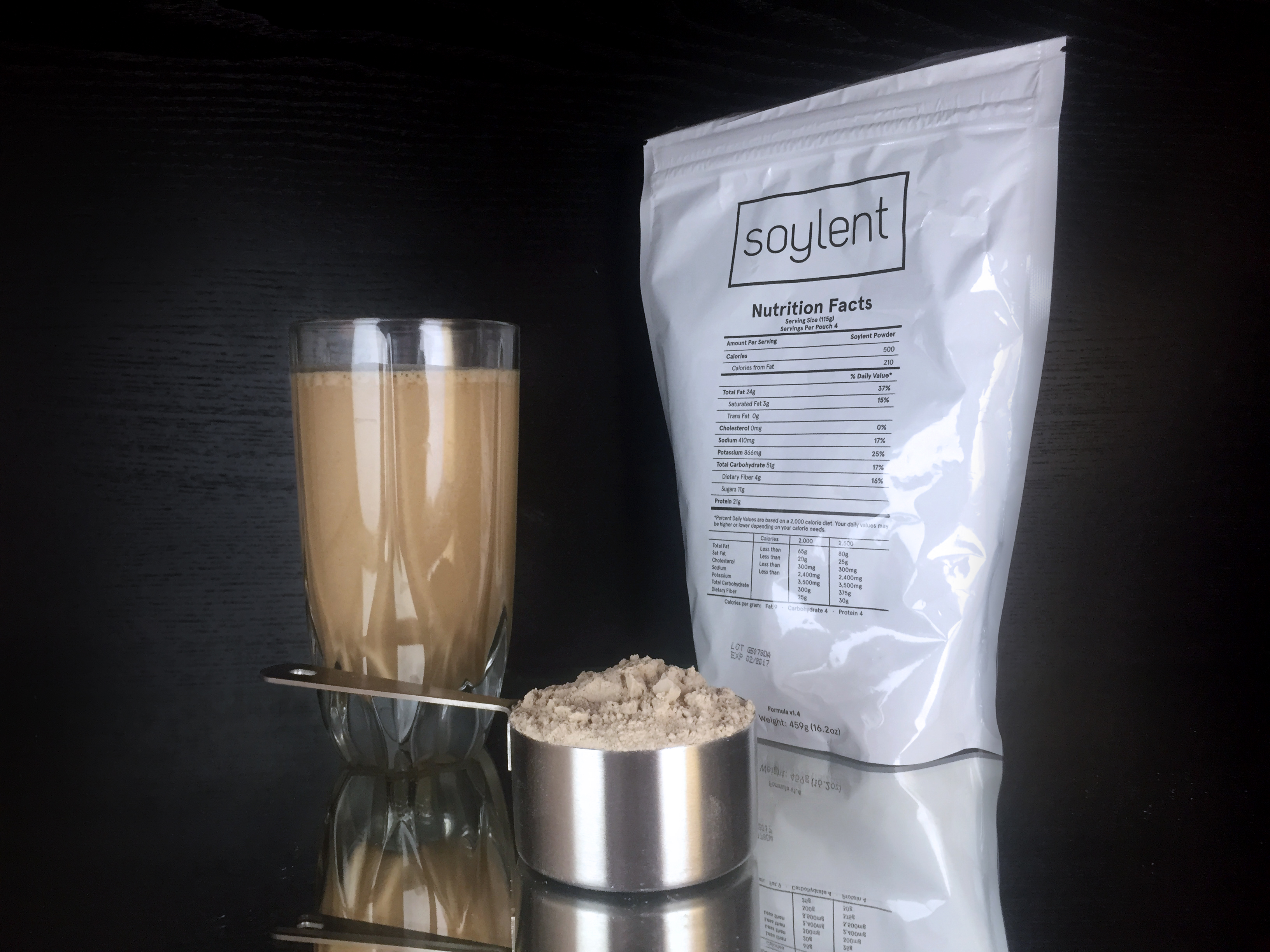
Soylent

Soylent é um composto nutritivo desenvolvido com a intenção de substituir todas as necessidades alimentícias do ser humano.
Soylent foi desenvolvido pelo engenheiro de software Rob Rhinehart, iniciando em 2013 para economizar dinheiro, reduzir tempo de preparação da comida, e garantir a melhor nutrição.
Em maio de 2013, Rhinehart iniciou uma campanha de crowdfunding para produzir Soylent; ele recebeu os recursos em menos de três horas.
A dieta ainda não foi testada cientificamente.